# Dầu mỏ

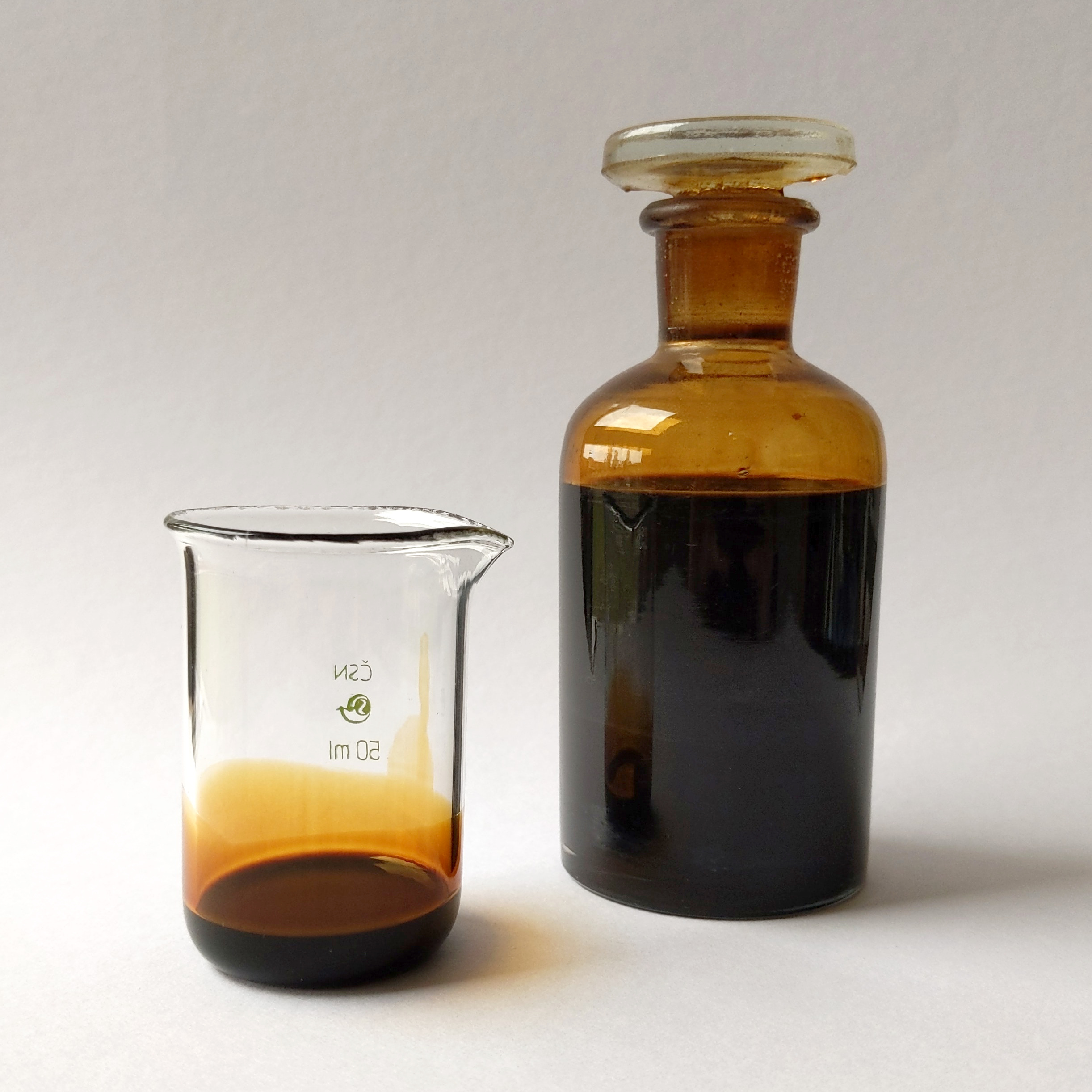
Một mẫu dầu mỏ ở dạng nguyên thể

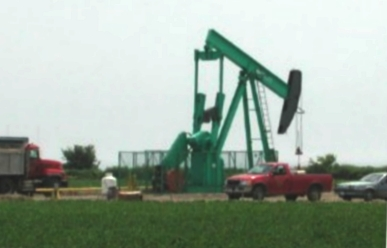
Giếng bơm dầu gần Sarnia, Ontario, Canada

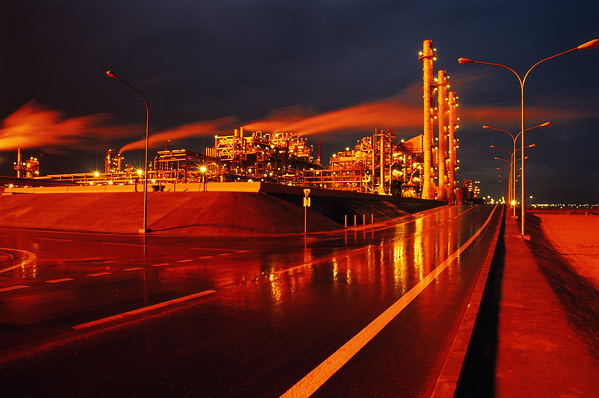
Một công trường khai thác dầu tại Mina Al Ahmadi, Kuwait

Dầu mỏ hay dầu thô là một chất lỏng sánh đặc màu nâu hoặc ngà lục. Dầu mỏ tồn tại trong các lớp đất đá tại một số nơi trong vỏ Trái Đất. Dầu mỏ là một hỗn hợp hóa chất hữu cơ ở thể lỏng đậm đặc, phần lớn là những hợp chất của hydrocarbon, thuộc gốc alkane, thành phần rất đa dạng. Hiện nay dầu mỏ chủ yếu dùng để sản xuất dầu hỏa, dầu diesel và xăng nhiên liệu. Ngoài ra, dầu thô cũng là nguồn nguyên liệu chủ yếu để sản xuất ra các sản phẩm của ngành hóa dầu như dung môi, phân bón hóa học, nhựa, thuốc trừ sâu, nhựa đường... Khoảng 88% dầu thô dùng để sản xuất nhiên liệu, 12% còn lại dùng cho hóa dầu. Do dầu thô là nguồn năng lượng không tái tạo nên nhiều người lo ngại về khả năng cạn kiệt dầu trong một tương lai không xa. Nó thường được tinh chế thành nhiều loại nhiên liệu. Các thành phần dầu mỏ được tách ra bằng cách sử dụng một kỹ thuật được gọi là chưng cất phân đoạn tức là tách hỗn hợp chất lỏng thành các chất khác nhau ở điểm sôi tương ứng của chất đó bằng phương pháp chưng cất, thường sử dụng cột phân đoạn.
Nó bao gồm hydrocarbon của các trọng lượng phân tử khác nhau và hợp chất hữu cơ khác. Tên dầu khí bao gồm cả dầu thô chưa chế biến và sản phẩm dầu mỏ được tạo thành từ tinh dầu thô. Là một dạng nhiên liệu hóa thạch, dầu được hình thành khi số lượng lớn sinh vật chết, thường là động vật phù du và tảo, được chôn dưới đá trầm tích và chịu nhiệt độ lẫn áp suất cao.
Dầu mỏ chủ yếu được thu hồi bằng khoan dầu (lò xo dầu mỏ tự nhiên hiếm). Việc khoan được thực hiện sau các nghiên cứu về địa chất cấu trúc (ở quy mô hồ chứa), phân tích lưu vực trầm tích và đặc tính hồ chứa (chủ yếu về mặt độ xốp và độ thấm của cấu trúc hồ địa chất) đã được hoàn thành. Nó được tinh chế và tách biệt, dễ dàng nhất bởi chưng cất, thành nhiều sản phẩm tiêu dùng, từ xăng (xăng) và dầu hỏa đến nhựa đường và hóa chất thuốc thử được sử dụng để sản xuất nhựa và dược phẩm. Dầu mỏ được sử dụng trong sản xuất nhiều loại vật liệu, và người ta ước tính rằng thế giới tiêu thụ khoảng 95 triệu thùng mỗi ngày.
Lo ngại về cạn kiệt dầu của trữ lượng hữu hạn của Trái Đất, và tác động này sẽ có đối với xã hội phụ thuộc vào nó, là một khái niệm được gọi là dầu cao điểm. Việc sử dụng nhiên liệu hóa thạch, chẳng hạn như dầu mỏ, có tác động tiêu cực đến sinh quyển của Trái Đất, làm tổn hại hệ sinh thái thông qua các sự kiện như tràn dầu và giải phóng một loạt các chất gây ô nhiễm vào không khí bao gồm mặt đất ozone và sulfur dioxide từ các tạp chất lưu huỳnh trong nhiên liệu hóa thạch. Việc đốt các nhiên liệu hóa thạch đóng một vai trò quyết định cho hiện tượng ấm lên toàn cầu.

## Hình thành
Có nhiều lý thuyết giải thích việc hình thành dầu mỏ:

### Thuyết sinh vật học
Đa số các nhà địa chất coi dầu lửa giống như than và khí tự nhiên là sản phẩm của sự nén và nóng lên của các vật liệu hữu cơ trong các thời kỳ địa chất. Theo lý thuyết này, nó được tạo thành từ các vật liệu còn sót lại sau quá trình phân rã xác các động vật và tảo biển nhỏ thời tiền sử (các cây cối trên mặt đất thường có khuynh hướng hình thành than). Qua hàng thiên niên kỷ vật chất hữu cơ này trộn với bùn, và bị chôn sâu dưới các lớp trầm tích dày. Kết quả làm tăng nhiệt và áp suất khiến cho những thành phần này bị biến hoá, đầu tiên thành một loại vật liệu kiểu sáp được gọi là kerogen, và sau đó thành một hydrocarbons khí và lỏng trong một quá trình được gọi là catagenesis. Bởi vì hydrocarbon có mật độ nhỏ hơn đá xung quanh, chúng xâm nhập lên phía trên thông qua các lớp đá ngay sát đó cho tới khi chúng bị rơi vào bẫy bên dưới những tảng đá không thể ngấm qua, bên trong những lỗ xốp đá gọi là bể chứa. Sự tập trung hydrocarbon bên trong một bẫy hình thành nên một giếng dầu, từ đó dầu lỏng có thể được khai thác bằng cách khoan và bơm.
Các nhà địa chất cũng đề cập tới "cửa sổ dầu" (oil window). Đây là tầm nhiệt độ mà nếu thấp hơn thì dầu không thể hình thành, còn cao hơn thì lại hình thành khí tự nhiên. Dù nó tương thích với những độ sâu khác nhau ở những vị trí khác nhau trên thế giới, một độ sâu 'điển hình' cho cửa sổ dầu có thể là 4–6 km. Cần nhớ rằng dầu cũng có thể rơi vào các bẫy ở độ sâu thấp hơn, thậm chí nếu nó không được hình thành ở đó. Cần có ba điều kiện để hình thành nên bể dầu: có nhiều đá, mạch dẫn dầu xâm nhập, và một bẫy (kín) để tập trung hydrocarbon.

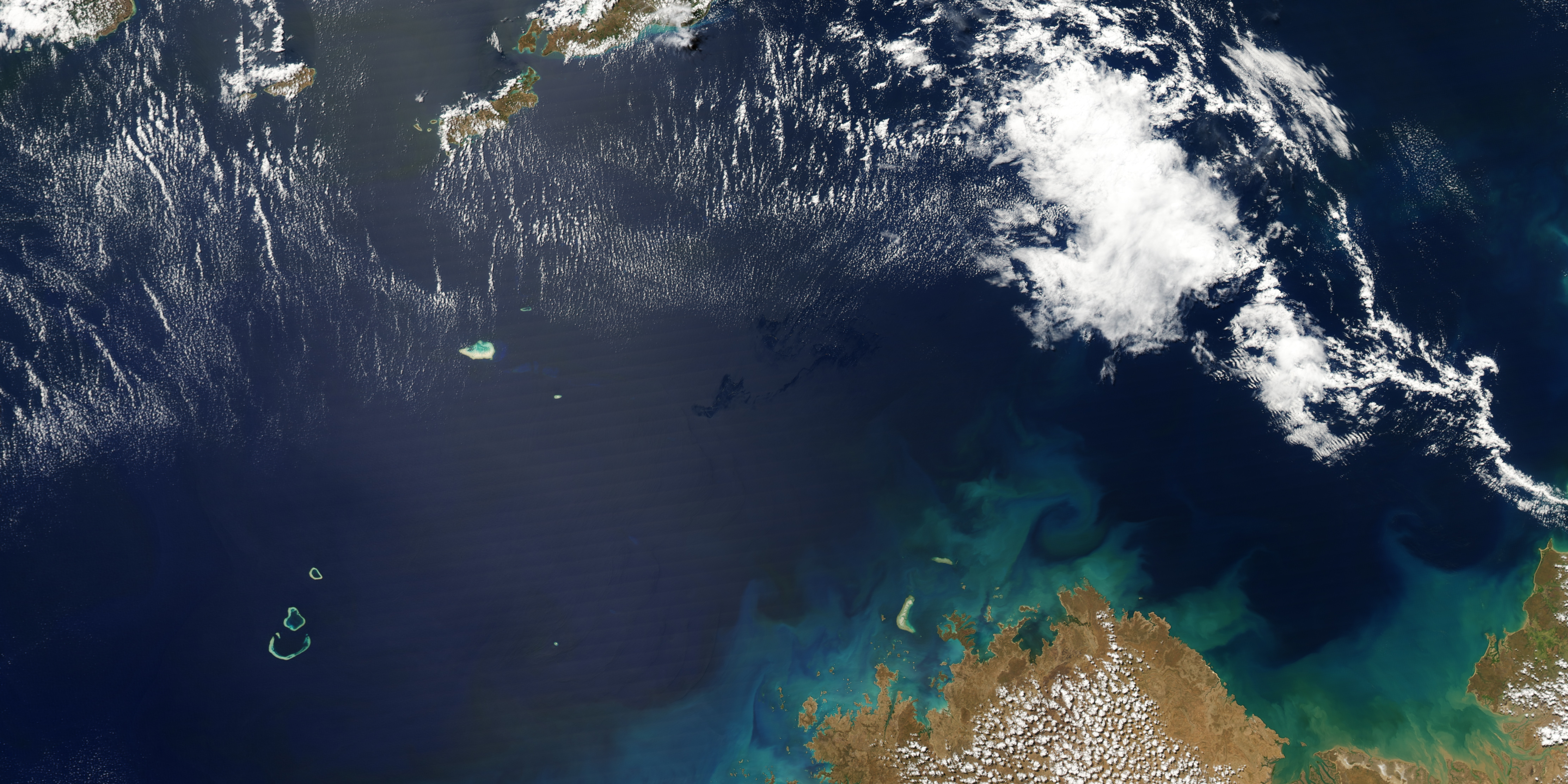
Vết dầu từ vụ tràn dầu Montara ở biển Timor, tháng 9 năm 2009.

Các phản ứng tạo thành dầu mỏ và khí tự nhiên thường như những phản ứng phân rã giai đoạn đầu, khi kerogen phân rã thành dầu và khí tự nhiên thông qua nhiều phản ứng song song, và dầu cuối cùng phân rã thành khí tự nhiên thông qua một loạt phản ứng khác.

### Thuyết vô cơ
Cuối thế kỷ XIX, nhà hóa học người Nga Dmitri Ivanovich Mendeleev đã đưa ra lý thuyết vô cơ giải thích sự hình thành của dầu mỏ. Theo lý thuyết này dầu mỏ phát sinh từ phản ứng hóa học giữa carbide kim loại với nước tại nhiệt độ cao ở sâu trong lòng Trái Đất tạo thành các hiđrocacbon và sau đó bị đẩy lên trên. Các vi sinh vật sống trong lòng đất qua hàng tỷ năm đã chuyển chúng thành các hỗn hợp hydrocarbon khác nhau. Lý thuyết này là một đề tài gây nhiều tranh cãi trong giới khoa học, tạo thành trường phái Nga - Ukraina trong việc giải thích nguồn gốc dầu mỏ.

### Thuyết hạt nhân
Lý thuyết thứ ba, được giải thích trong nguyệt san khoa học Scientific American vào năm 2003, cho rằng các hợp chất hyđrocacbon được tạo ra bởi những phản ứng hạt nhân trong lòng Trái Đất.

## Lịch sử
Do nhẹ hơn nước nên dầu xuất hiện lộ thiên ở nhiều nơi, vì thế loài người đã tìm thấy dầu hằng ngàn năm trước Công Nguyên. Thời đó dầu thường được sử dụng trong chiến tranh ngoài ra còn được sử dụng để làm đèn và đuốc. Còn rất nhiều dấu tích của việc khai thác dầu mỏ được tìm thấy ở Trung Quốc khi dân cư bản địa khai thác dầu mỏ để sử dụng trong việc sản xuất muối ăn như các ống dẫn dầu bằng tre được tìm thấy có niên đại vào khoảng thế kỷ IV. Khi đó người ta sử dụng dầu mỏ để đốt làm bay hơi nước biển trong các ruộng muối.
Mãi đến thế kỷ XIX, người ta mới bắt đầu khai thác dầu theo mô hình công nghiệp, xuất phát từ việc tìm kiếm một chất đốt cho đèn vì dầu cá voi quá đắt tiền chỉ những người giàu mới có khả năng dùng trong khi nến làm bằng mỡ thì lại có mùi khó ngửi. Vì thế giữa thế kỷ thứ XIX, một số nhà khoa học đã phát triển nhiều phương pháp để khai thác dầu một cách thương mại. Năm 1852 một nhà bác sĩ và địa chất người Canada tên là Abraham Gessner đã đăng ký một bằng sáng chế sản xuất một chất đốt rẻ tiền và đốt tương đối sạch. Năm 1855 nhà hóa học người Mỹ Benjamin Silliman đề nghị dùng axit sunfuric làm sạch dầu mỏ dùng để làm chất đốt.
Người ta cũng bắt đầu đi tìm những mỏ dầu lớn. Những cuộc khoan dầu đầu tiên được tiến hành trong thời gian từ 1857 đến 1859. Lần khoan dầu đầu tiên có lẽ diễn ra ở Wietze, Đức, nhưng cuộc khoan dầu được toàn thế giới biết đến là của Edwin L. Drake vào ngày 27 tháng 8 năm 1859 ở Oil Creek, Pennsylvania. Drake khoan dầu theo lời yêu cầu của nhà công nghiệp người Mỹ George H. Bissel và đã tìm thấy mỏ dầu lớn đầu tiên chỉ ở độ sâu 21,2 m.

### Lịch sử ban đầu
Dầu mỏ, dưới dạng này hay dạng khác, đã được sử dụng từ thời cổ đại, và bây giờ là quan trọng trong xã hội, bao gồm cả về kinh tế, chính trị và công nghệ. Sự gia tăng tầm quan trọng là do phát minh ra động cơ đốt trong, sự gia tăng hàng không thương mại và tầm quan trọng của dầu mỏ đối với hóa hữu cơ công nghiệp, đặc biệt là tổng hợp nhựa, phân bón, dung môi, chất kết dính và thuốc trừ sâu.
Hơn 4000 năm trước, theo Herodotus và Diodorus Siculus, nhựa đường được sử dụng trong việc xây dựng các bức tường và tháp của Babylon; có những hố dầu gần Ardericca (gần Babylon), và một cái lò cao trên Zacynthus. Số lượng lớn của nó đã được tìm thấy trên bờ sông Issus, một trong những nhánh của sông Euphrates. Viên thuốc Ba Tư cổ đại cho thấy việc sử dụng thuốc và ánh sáng của dầu khí ở các cấp trên của xã hội của họ.
Việc sử dụng xăng dầu ngày trở lại Trung Quốc cổ đại hơn 2000 năm trước. Ở I Ching, một trong những tác phẩm đầu tiên của Trung Quốc trích dẫn việc sử dụng dầu ở trạng thái thô mà không tinh chế lần đầu tiên được phát hiện, chiết xuất và sử dụng ở Trung Quốc trong thế kỷ thứ nhất trước Công Nguyên. Ngoài ra, người Trung Quốc là người đầu tiên sử dụng dầu mỏ làm nhiên liệu vào đầu thế kỷ thứ 4 trước Công nguyên.
Vào năm 347 sau Công Nguyên, dầu được sản xuất từ các giếng khoan tre ở Trung Quốc. Những nhà thám hiểm người Anh đầu tiên đến Myanmar ghi nhận một ngành khai thác dầu hưng thịnh có trụ sở tại Yenangyaung, vào năm 1795, đã có hàng trăm giếng đào được sản xuất.
Pechelbronn (Pitch đài phun nước) được cho là mỏ dầu đầu tiên của châu Âu, nơi dầu mỏ đã được khám phá và sử dụng. Erdpechquelle vẫn còn hoạt động, một con suối, nơi dầu mỏ xuất hiện trộn với nước đã được sử dụng từ năm 1498, đặc biệt là cho các mục đích y tế. Cát dầu đã được khai thác từ thế kỷ 18.
Ở Wietze ở Lower Saxony, nhựa đường / bitum tự nhiên đã được khám phá từ thế kỷ 18. Cả hai trong Pechelbronn như ở Wietze, ngành công nghiệp than chiếm ưu thế trong công nghệ dầu mỏ.

### Lịch sử hiện đại
Nhà hóa học James Young nhận thấy một sự rò rỉ dầu mỏ tự nhiên trong các lò rèn Riddings tại Alfreton, Derbyshire, từ đó ông chưng cất một loại dầu mỏng nhẹ thích hợp để sử dụng làm dầu đèn, đồng thời thu được một loại dầu nhớt hơn thích hợp cho máy bôi trơn. Năm 1848, Young thành lập một doanh nghiệp nhỏ tinh chế dầu thô.
Cuối cùng, Young đã thành công, bằng cách chưng cất than đá ở nhiệt độ thấp, tạo ra một chất lỏng giống như dầu mỏ, khi được xử lý giống như dầu thấm cho các sản phẩm tương tự. Young nhận thấy rằng bằng cách chưng cất chậm chạp anh ta có thể thu được một số chất lỏng hữu ích từ nó, một trong số đó anh ta đặt tên là "dầu parafin" vì ở nhiệt độ thấp, nó được kết hợp thành một chất giống sáp parafin.
Việc sản xuất các loại dầu này và sáp parafin rắn từ than tạo thành chủ đề của bằng sáng chế của ông ngày 17 tháng 10 năm 1850. Năm 1850 Young & Meldrum và Edward William Binney hợp tác dưới tiêu đề EW Binney & Co. tại Bathgate ở West Lothian và E Meldrum & Co. tại Glasgow; công trình của họ tại Bathgate được hoàn thành vào năm 1851 và trở thành công trình dầu thực sự thương mại đầu tiên trên thế giới với nhà máy lọc dầu hiện đại đầu tiên, sử dụng dầu chiết xuất từ torbanite khai thác, đá phiến sét và bitum để sản xuất naphtha và dầu bôi trơn; paraffin để sử dụng nhiên liệu và parafin rắn không được bán cho đến năm 1856. [cần dẫn nguồn]
Đá phiến sét gần Broxburn, 3 trong tổng số 19 ở West Lothian.
Nhà máy lọc dầu đầu tiên trên thế giới được xây dựng vào năm 1856 bởi Ignacy Łukasiewicz. Thành tựu của ông cũng bao gồm việc phát hiện ra cách chưng cất dầu hỏa từ dầu thấm, phát minh ra đèn dầu hiện đại (1853), sự ra đời của đèn đường hiện đại đầu tiên ở châu Âu (1853), và xây dựng giếng dầu hiện đại đầu tiên trên thế giới (1854).
Nhu cầu xăng dầu làm nhiên liệu cho chiếu sáng ở Bắc Mỹ và trên toàn thế giới nhanh chóng phát triển. Edwin Drake năm 1859 gần Titusville, Pennsylvania, được coi là giếng hiện đại đầu tiên. Đã 1858 Georg Christian Konrad Hunäus đã tìm thấy một lượng dầu mỏ đáng kể trong khi khoan cho than non 1858 ở Wietze, Đức. Wietze sau đó cung cấp khoảng 80% lượng tiêu thụ của Đức trong kỷ nguyên Wilhelminian. Việc sản xuất dừng lại vào năm 1963, nhưng Wietze đã tổ chức Bảo tàng Dầu khí từ năm 1970.
Cái giếng của Drake có thể được tháo ra bởi vì nó đã được khoan, không đào; bởi vì nó sử dụng động cơ hơi nước; bởi vì có một công ty liên kết với nó; và bởi vì nó chạm vào một sự bùng nổ lớn. Tuy nhiên, có hoạt động đáng kể trước Drake ở nhiều nơi trên thế giới vào giữa thế kỷ 19. Một nhóm được chỉ huy bởi Thiếu tá Alexeyev thuộc Quân đoàn Kỹ sư Khai thác Bakinskii đã khoan giếng ở vùng Baku năm 1848. Có giếng khoan động cơ ở Tây Virginia trong cùng năm với giếng của Drake. Một giếng thương mại đầu tay được đào tại Ba Lan năm 1853, và một chiếc khác ở Romania gần đó vào năm 1857. Cùng thời điểm đó, nhà máy lọc dầu nhỏ đầu tiên trên thế giới được khai trương tại Jasło ở Ba Lan, và mở rộng tại Ploiești ở Romania ngay sau. Romania là quốc gia đầu tiên trên thế giới có sản lượng dầu thô hàng năm được ghi nhận chính thức trong số liệu thống kê quốc tế: 275 tấn cho năm 1857.
Giếng dầu thương mại đầu tiên ở Canada đã hoạt động vào năm 1858 tại Oil Springs, Ontario (sau đó là Canada West). Doanh nhân James Miller Williams đào một số giếng từ năm 1855 đến năm 1858 trước khi phát hiện trữ lượng dầu dồi dào ở độ sâu dưới bốn mét  [xác định] Williams đã khai thác 1,5 triệu lít dầu thô vào năm 1860, tinh chế nhiều dầu thành dầu đèn dầu hỏa. Williams cũng đã trở thành thương mại khả thi một năm trước khi hoạt động của Drake Pennsylvania và có thể được lập luận là giếng dầu thương mại đầu tiên ở Bắc Mỹ. Việc khám phá tại Oil Springs đã gây ra một sự bùng nổ về dầu khiến hàng trăm nhà đầu cơ và công nhân đến khu vực này. Những tiến bộ trong khoan tiếp tục vào năm 1862 khi máy khoan địa phương Shaw đạt đến độ sâu 62 mét bằng phương pháp khoan lò xo cực. Vào ngày 16 tháng 1 năm 1862, sau một vụ nổ khí đốt tự nhiên, chiếc máy ép dầu đầu tiên của Canada được đưa vào sản xuất, bắn vào không khí với tốc độ ghi nhận là 3.000 thùng mỗi ngày. Vào cuối thế kỷ 19, Đế quốc Nga, đặc biệt là công ty Branobel ở Azerbaijan, đã đi đầu trong sản xuất..
Tìm kiếm mỏ dầu đã đang và vẫn là một yếu tố chính trong một số xung đột quân sự của thế kỷ XX, kể cả Thế chiến II, trong đó các cơ sở dầu mỏ là một tài sản chiến lược lớn và bị đánh bom rộng rãi. Cuộc xâm lăng của Liên Xô của Đức bao gồm mục tiêu chiếm giữ các mỏ dầu Baku, vì nó sẽ cung cấp nhiều nguồn cung cấp dầu cần thiết cho quân đội Đức đang bị phong tỏa. Việc thăm dò dầu mỏ ở Bắc Mỹ vào đầu thế kỷ 20 sau đó đã dẫn đến việc Mỹ trở thành nhà sản xuất hàng đầu vào giữa thế kỷ này. Khi sản xuất dầu mỏ ở Mỹ đạt đỉnh điểm trong những năm 1960, tuy nhiên, Hoa Kỳ đã bị vượt qua bởi Ả Rập Xê Út.

## Thành phần
Theo nghĩa hẹp nhất, dầu mỏ chỉ bao gồm dầu thô, nhưng sử dụng phổ biến nó bao gồm tất cả các hydrocarbon lỏng, khí và rắn. Dưới điều kiện áp suất và nhiệt độ bề mặt, các hydrocarbon nhẹ hơn mêtan, ethane, propane và butan xảy ra dưới dạng khí, trong khi pentane và các hydrocarbon nặng hơn ở dạng chất lỏng hoặc chất rắn. Tuy nhiên, trong một bể chứa dầu ngầm, tỷ lệ khí, chất lỏng và chất rắn phụ thuộc vào điều kiện dưới bề mặt và trên sơ đồ pha của hỗn hợp dầu mỏ.
Một giếng dầu sản xuất chủ yếu dầu thô, với một số khí tự nhiên hòa tan trong đó. Bởi vì áp suất thấp hơn bề mặt so với dưới lòng đất, một số khí sẽ thoát ra khỏi dung dịch và được thu hồi (hoặc đốt cháy) như khí hoặc dung dịch khí liên quan. Khí đốt tạo ra khí tự nhiên chủ yếu. Tuy nhiên, do nhiệt độ và áp suất ngầm cao hơn bề mặt, khí có thể chứa các hydrocarbon nặng hơn như pentan, hexan và heptan trong trạng thái khí. Ở điều kiện bề mặt, chúng sẽ ngưng tụ ra khỏi khí để tạo thành "khí ngưng tụ tự nhiên", thường được rút ngắn lại thành ngưng tụ. Condensate tương tự như xăng và có thành phần tương tự với một số loại dầu thô nhẹ dễ bay hơi.
Tỷ lệ hydrocarbon nhẹ trong hỗn hợp dầu mỏ thay đổi rất nhiều giữa các mỏ dầu khác nhau, từ 97% trọng lượng trong các loại dầu nhẹ đến 50% trong dầu và bitum nặng hơn.
Các hydrocarbon trong dầu thô chủ yếu là các ankan, cycloalkan và các hydrocarbon thơm khác nhau, trong khi các hợp chất hữu cơ khác chứa nitơ, oxy và lưu huỳnh, và theo dõi một lượng kim loại như sắt, niken, đồng và vanadi. Nhiều hồ chứa dầu chứa vi khuẩn sống. Thành phần phân tử chính xác của dầu thô thay đổi rất nhiều từ hình thành đến hình thành nhưng tỷ lệ các nguyên tố hóa học thay đổi theo giới hạn khá hẹp như sau:
Các thành phần hóa học của dầu mỏ được chia tách bằng phương pháp chưng cất phân đoạn. Các sản phẩm thu được từ việc lọc dầu có thể kể đến là dầu hỏa, benzen, xăng, sáp parafin, nhựa đường, dầu diesel, khí đốt v.v.
Một cách chính xác thì dầu mỏ là hỗn hợp của các hydrocarbon, là hợp chất của hiđrô và cacbon.
Trong điều kiện thông thường, bốn alkan nhẹ nhất — CH4 (mêtan), C2H6 (êtan), C3H8 (prôpan) và C4H10 (butan) — ở dạng khí, sôi ở nhiệt độ -161.6 °C, -88.6 °C, -42 °C, và -0.5 °C tương ứng (-258.9°, -127.5°, -43.6°, và -31.1 °F).
Các chuỗi trong khoảng C5-7 là các sản phẩm dầu mỏ nhẹ, dễ bay hơi. Chúng được sử dụng làm dung môi, chất làm sạch bề mặt và các sản phẩm làm khô nhanh khác. Các chuỗi từ C6H14 đến C12H26 bị pha trộn lẫn với nhau được sử dụng trong đời sống với tên gọi là xăng. Dầu hỏa là hỗn hợp của các chuỗi từ C10 đến C15, tiếp theo là dầu điêzen/dầu sưởi (C10 đến C20) và các nhiên liệu nặng hơn được sử dụng cho động cơ tàu thủy. Tất cả các sản phẩm từ dầu mỏ này trong điều kiện nhiệt độ phòng là chất lỏng.
Các dầu bôi trơn và mỡ (dầu nhờn) (kể cả Vadơlin®) nằm trong khoảng từ C16 đến C20.
Các chuỗi trên C20 tạo thành các chất rắn, bắt đầu là sáp parafin, sau đó là hắc ín và nhựa đường bitum.
Khoảng nhiệt độ sôi của các sản phẩm dầu mỏ trong chưng cất phân đoạn trong điều kiện áp suất khí quyển tính theo độ C là:
- Xăng ête: 40-70 °C (được sử dụng như là dung môi)
- Xăng nhẹ: 60-100 °C (nhiên liệu cho máy bay)
- Xăng nặng: 100-150 °C (nhiên liệu cho ô tô)
- Dầu hỏa nhẹ: 120-150 °C (nhiên liệu và dung môi trong gia đình)
- Dầu hỏa: 150-300 °C (nhiên liệu)
- Dầu điêzen: 250-350 °C (nhiên liệu cho động cơ điêzen/dầu sưởi)
- Dầu bôi trơn: > 300 °C (dầu bôi trơn động cơ)
- Các thành phần khác: hắc ín, nhựa đường, các nhiên liệu khác

## Khai thác
Muốn khai thác dầu, người ta khoan những lỗ khoan gọi là giếng dầu. Khi khoan trúng lớp dầu lỏng, thông thường dầu sẽ tự phun lên do áp suất cao của vỉa. Khi lượng dầu giảm thì áp suất cũng giảm đi, người ta phải dùng bơm hút dầu lên hoặc bơm nước hay khí xuống để duy trì áp suất cần thiết.
Một số nước có phần lớn các giếng dầu nằm trên đất liền và tương đối nông như Mỹ, Nga, khu vực Trung Đông. Tuy nhiên tại nhiều khu vực khác các giếng dầu được khoan và khai thác ngoài biển kéo theo chi phí khá cao.

## Phân loại
Ngành công nghiệp dầu mỏ phân chia "dầu thô" theo khu vực mà nó xuất phát (ví dụ "West Texas Intermediate" (WTI) hay "Brent") thông thường theo tỷ trọng và độ nhớt tương đối của nó ("nhẹ", "trung bình" hay "nặng"); các nhà hóa dầu còn nói đến chúng như là "ngọt", nếu nó chứa ít lưu huỳnh, hoặc là "chua", nếu nó chứa đáng kể lưu huỳnh và phải mất nhiều công đoạn hơn để có thể sản xuất nó theo các thông số hiện hành.
Các thùng (barrel) tiêu chuẩn trên thế giới là:
- Hỗn hợp Brent, bao gồm 15 loại dầu mỏ từ các mỏ thuộc hệ thống mỏ Brent và Ninian trong khu vực lòng chảo Đông Shetland trên biển Bắc. Dầu mỏ được đưa vào bờ thông qua trạm Sullom Voe ở Shetlands. Dầu mỏ sản xuất ở châu Âu, châu Phi và dầu mỏ khai thác ở phía tây của khu vực Trung Đông được đánh giá theo giá của dầu này, nó tạo thành một chuẩn (benchmark) đánh giá dầu.
- West Texas Intermediate (WTI) cho dầu mỏ Bắc Mỹ.
- Dubai được sử dụng làm chuẩn cho khu vực châu Á - Thái Bình Dương của dầu mỏ Trung Cận Đông.
- Tapis (từ Malaysia, được sử dụng làm tham chiếu cho dầu mỏ nhẹ Viễn Đông).
- Minas (từ Indonesia, được sử dụng làm tham chiếu cho dầu mỏ nặng Viễn Đông).
- Giỏ OPEC bao gồm:
  - Arab Light Ả Rập Xê Út
  - Bonny Light Nigeria
  - Fateh Dubai
  - Isthmus México (không OPEC)
  - Minas Indonesia
  - Saharan Blend Algérie
  - Tia Juana Light Venezuela

OPEC cố gắng giữ giá của giỏ Opec giữa các giới hạn trên và dưới, bằng cách tăng hoặc giảm sản xuất. Điều này rất quan trọng trong phân tích thị trường. Giỏ OPEC, bao gồm hỗn hợp của dầu thô nặng và nhẹ là nặng hơn cả Brent và WTI.
Xem thêm Các dạng dầu mỏ Lưu trữ ngày 13 tháng 11 năm 2010 tại Wayback Machine.

## Tầm quan trọng trong kinh tế

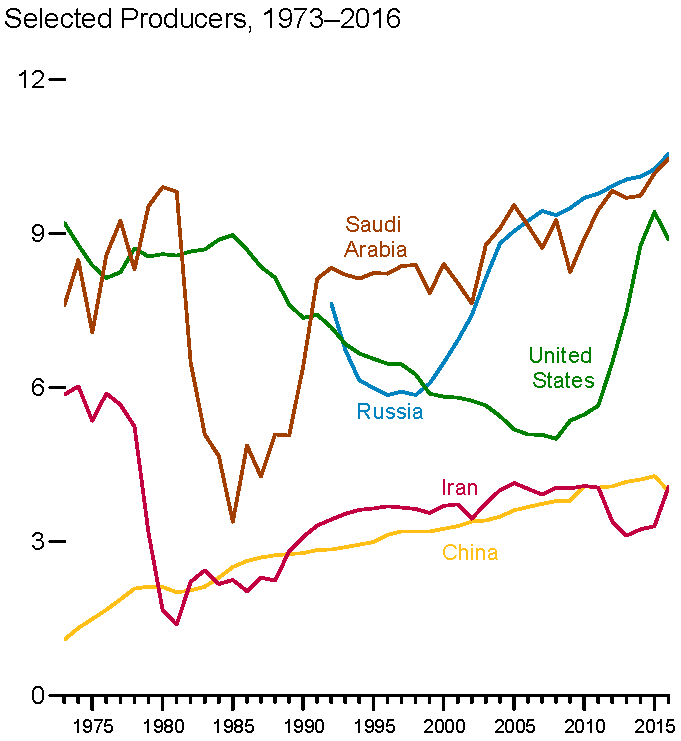
ㅤㅤㅤㅤㅤㅤㅤㅤㅤ

Dầu mỏ là một trong những nhiên liệu quan trọng nhất của xã hội hiện đại dùng để sản xuất điện và cũng là nhiên liệu của tất cả các phương tiện giao thông vận tải. Hơn nữa, dầu cũng được sử dụng trong công nghiệp hóa dầu để sản xuất các chất dẻo (plastic) và nhiều sản phẩm khác. Vì thế dầu thường được ví như là "vàng đen".
Tùy theo nguồn tính toán, trữ lượng dầu mỏ thế giới nằm trong khoảng từ 1.148 tỉ thùng (barrel) (theo BP Statistical Review 2004) đến 1.260 tỉ thùng (theo Oeldorado 2004 của ExxonMobil). Đến năm 2017, tổng trữ lượng dầu mỏ thế giới đã tăng lên mức 1.780 tỷ thùng do việc phát hiện thêm một số mỏ dầu mới.
Trữ lượng dầu mỏ tìm thấy và có khả năng khai thác mang lại hiệu quả kinh tế với kỹ thuật hiện tại đã tăng lên trong những năm gần đây và đạt mức cao nhất. Dự đoán trữ lượng dầu mỏ sẽ đủ dùng đến năm 2070. Năm 2011 trữ lượng dầu mỏ nhiều nhất là ở các nước như Hoa Kỳ (55 tỷ thùng), Ả Rập Xê Út (262,6 tỉ thùng), Venezuela (211,2 tỉ thùng), Canada (175,2 tì thùng), Iran (137 tỉ thùng), Iraq (115,0 tỉ thùng), kế đến là ở Kuwait, Các Tiểu Vương quốc Ả Rập Thống nhất, Nga, Libya, và Nigeria .
Nước khai thác dầu nhiều nhất thế giới trong năm 2003 là Ả Rập Xê Út (496,8 triệu tấn), Nga (420 triệu tấn), Mỹ (349,4 triệu tấn), México (187,8 triệu tấn) và Iran (181,7 triệu tấn). Việt Nam được xếp vào các nước xuất khẩu dầu mỏ từ năm 1991 khi sản lượng xuất được vài ba triệu tấn. Đến nay, sản lượng dầu khí khai thác và xuất khẩu hàng năm đạt vào khoảng 20 triệu tấn/năm (trữ lượng dầu mỏ của Việt Nam năm 2017 là 4,4 tỷ thùng dầu).
Vì tầm quan trọng kinh tế, dầu mỏ cũng là lý do cho những mâu thuẫn chính trị. Tổ chức các nước xuất khẩu dầu mỏ (OPEC) đã sử dụng dầu mỏ như vũ khí trong cuộc xung đột Trung Đông và tạo ra cuộc khủng hoảng dầu mỏ vào năm 1973 và 1979.

## Ảnh hưởng đến môi trường
Dầu mỏ bị tràn ra biển gây ô nhiễm môi trường, ảnh hưởng đời sống sinh vật biển. Dầu mỏ đem đốt cũng gây ra ô nhiễm vì sinh ra nhiều khí như SO2, CO2. Xe cộ, máy móc... chạy bằng xăng góp phần làm Trái Đất nóng lên.
Bởi vì dầu mỏ là một chất tự nhiên, sự hiện diện của nó trong môi trường không phải là kết quả của các nguyên nhân của con người như tai nạn và các hoạt động thường quy (thăm dò địa chấn, khoan, khai thác, lọc và đốt). Hiện tượng như seeps  và tar pits là những ví dụ về các khu vực mà dầu khí ảnh hưởng đến sự tham gia của con người. Bất kể nguồn, hiệu ứng của xăng dầu khi thải vào môi trường cũng tương tự như biển bị acid hóa.
Axit hóa nước biển.
Sự axit hóa đại dương là sự gia tăng tính axit của các đại dương của Trái Đất gây ra bởi sự hấp thụ khí carbon dioxide (CO2) từ khí quyển. Sự gia tăng tính axit này ức chế tất cả các sinh vật biển - có ảnh hưởng lớn hơn đến các sinh vật nhỏ hơn cũng như các sinh vật có vỏ (xem sò điệp).
Sự ấm lên toàn cầu
Khi bị đốt cháy, dầu khí thải ra carbon dioxide, một loại khí nhà kính. Cùng với việc đốt than, đốt dầu có thể là nguồn đóng góp lớn nhất cho sự gia tăng CO2 trong khí quyển. [Cần dẫn nguồn] CO2 khí quyển đã tăng lên trong 150 năm qua đến mức hiện tại trên 390 ppmv, từ 180 - 300 ppmv của trước 800 nghìn năm  Sự gia tăng nhiệt độ này có thể làm giảm băng băng Bắc Cực xuống 1.100.000 dặm vuông (2.800.000 km2), [cần dẫn nguồn] nhỏ hơn bao giờ được ghi lại.</ref> This rise in temperature may have reduced the Arctic ice cap to 1.100.000 dặm vuông Anh (2.800.000 km2), smaller than ever recorded. Bởi vì điều này tan chảy, dự trữ dầu nhiều hơn đã được tiết lộ. Khoảng 13% lượng dầu chưa được khám phá của thế giới nằm ở Bắc Cực.
Khai thác
Khai thác dầu chỉ đơn giản là loại bỏ dầu từ hồ chứa (hồ dầu). Dầu thường được thu hồi dưới dạng nhũ tương nước trong dầu và các hóa chất đặc biệt được gọi là chất khử nhũ tương được sử dụng để tách dầu khỏi nước. Khai thác dầu là tốn kém và đôi khi gây hại cho môi trường. Thăm dò ngoài khơi và khai thác dầu làm xáo trộn môi trường biển xung quanh.
Sự cố tràn dầu
Thông tin thêm: Tràn dầu và Danh sách tràn dầu Dầu thô và tràn nhiên liệu tinh chế từ tai nạn tàu chở dầu đã làm hư hại hệ sinh thái tự nhiên ở Alaska, Vịnh Mexico, Quần đảo Galápagos, Pháp và nhiều nơi khác.
Số lượng dầu tràn trong các vụ tai nạn đã dao động từ vài trăm tấn đến vài trăm nghìn tấn (ví dụ, dầu tràn Deepwater Horizon, SS Atlantic Empress, Amoco Cadiz). Sự cố tràn nhỏ hơn đã được chứng minh là có tác động lớn đến các hệ sinh thái, chẳng hạn như vụ tràn dầu Exxon Valdez.
Sự cố tràn dầu trên biển thường gây thiệt hại nhiều hơn so với những người trên đất liền, vì chúng có thể lây lan cho hàng trăm hải lý trong một vụn dầu mỏng có thể che phủ những bãi biển bằng một lớp dầu mỏng. Điều này có thể giết chết chim biển, động vật có vú, động vật có vỏ và các sinh vật khác mà nó phủ lên. Sự cố tràn dầu trên đất sẽ dễ dàng hơn nếu một đập đất tạm thời có thể bị đẩy nhanh chóng xung quanh khu vực tràn dầu trước khi hầu hết dầu bị lở, và động vật trên cạn có thể tránh được dầu dễ dàng hơn.
Kiểm soát sự cố tràn dầu rất khó, đòi hỏi các phương pháp đặc biệt, và thường là một lượng nhân lực lớn. Việc thả bom và các thiết bị gây cháy từ máy bay trên xác tàu SS Torrey Canyon tạo ra kết quả kém, kỹ thuật hiện đại bao gồm bơm dầu từ xác tàu, như tràn dầu Prestige hoặc tràn dầu Erika.
Mặc dù dầu thô chủ yếu bao gồm các hydrocarbon khác nhau, một số hợp chất dị vòng nitơ nhất định, như pyridin, picoline và quinoline được báo cáo là chất gây ô nhiễm liên quan đến dầu thô, cũng như các cơ sở chế biến đá phiến dầu hoặc than đá. các vị trí điều trị. Những hợp chất này có độ hòa tan trong nước rất cao, và do đó có xu hướng hòa tan và di chuyển với nước. Một số vi khuẩn xuất hiện tự nhiên, như Micrococcus, Arthrobacter và Rhodococcus đã được chứng minh là làm suy giảm các chất ô nhiễm này.

## Các nguồn năng lượng khác
Do trữ lượng dầu mỏ có hạn nên các nguồn nhiên liệu tái sinh như năng lượng mặt trời, năng lượng gió đang được tìm cách sử dụng với một hiệu quả kinh tế đáng kể. Tế bào nhiên liệu (fuel cell), sử dụng hiđrô làm nguyên liệu, cũng là một ngành công nghệ mới có nhiều triển vọng để thay thế cho dầu mỏ trong tương lai.